# Adrian Grenier
 (octobre 2018).
Si vous disposez d'ouvrages ou d'articles de référence ou si vous connaissez des sites web de qualité traitant du thème abordé ici, merci de compléter l'article en donnant les références utiles à sa vérifiabilité et en les liant à la section « Notes et références ».
Pour les articles homonymes, voir Grenier (homonymie).
Adrian Grenier, né le 10 juillet 1976 à Santa Fe (Nouveau-Mexique) est un acteur, producteur, scénariste, réalisateur et musicien américain.

## Biographie
Adrian est issu d'une famille d'origines amérindienne, mexicaine, irlandaise, espagnole et française (d'où son nom de famille).
Il étudie l'art dramatique à la Fiorello H. LaGuardia High School of Music & Art and Performing Arts et au Bard College.
Il fait ses débuts d'acteur, en 1997, au cinéma, où il joue dans Arresting Gena.
Deux ans plus tard, en 1999, il joue aux côtés de Melissa Joan Hart dans Drive Me Crazy et en 2001, aux côtés de Sarah Michelle Gellar et James Toback dans le film Harvard Story (Harvard Man).

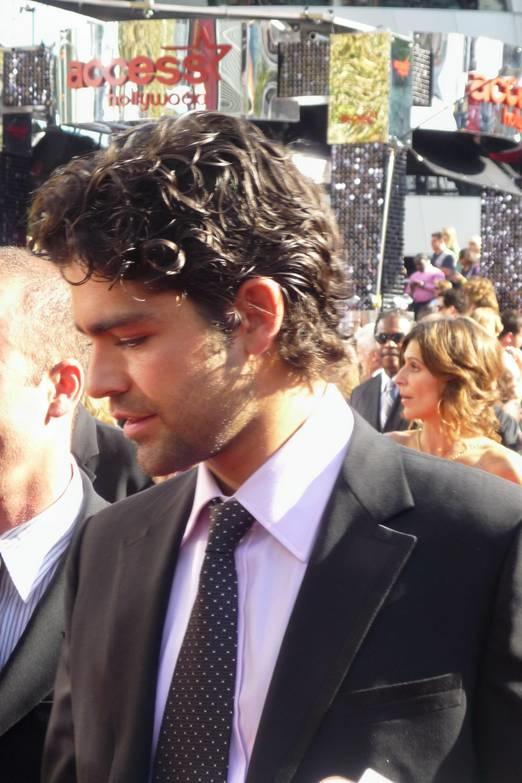
L'acteur aux Emmy Awards 2008, où Entourage est nommé.

En 2004, il obtient le rôle principal dans la série télévisée Entourage où il interprète le rôle de Vincent Chase ce qui lui permet d'accéder à la célébrité.
Il joue également, en 2006 dans Le Diable s'habille en Prada où il joue Nate, le petit ami du personnage de Anne Hathaway.
En plus d'être un acteur, Adrian est aussi un musicien, jouant de la guitare, du tambour, du cor d'harmonie ou encore du piano. Il est de plus, un membre du groupe The Honey Brothers localisé à New York.
Adrian Grenier travaille pour Woody Allen deux fois : dans Celebrity et La Vie et tout le reste (Anything Else) en tant qu'acteur. Il joue le rôle d'un membre de l'entourage d'un teen idol (joué par Leonardo DiCaprio) dans Celebrity. Il joue ensuite une vedette dans Entourage. Il joue le rôle d'un serveur dans le clip (You Drive Me) Crazy de la chanteuse américaine Britney Spears. En 2001, le magazine Nylon le désigne comme « le futur John Travolta ».
Il réalise un documentaire, Shot in the Dark dans lequel il raconte ses années de recherche de son père, John Dunbar qui l'avait abandonné étant bébé. Adrian ne pouvait d'ailleurs pas terminer le film puisque ses recherches n'avaient pas réellement abouti. Il réalise aussi en 2009, un documentaire sur les paparazzi de la côte Ouest des États-Unis et focalisé le film sur un jeune paparazzo de 14 ans, Austin Visschedyk qui piste Paris Hilton, Lindsay Lohan ou Eva Longoria... Le film, Teenage paparazzo est présenté en 2010 au Festival de Deauville et est diffusé en février 2011 sur Canal + en France.

## Vie privée
En 2007, Adrien Grenier fréquente la jet-setteuse Paris Hilton. Il est ensuite en couple avec le mannequin australien Isabel Lucas en 2008.
En 2009, il fréquente brièvement la personnalité médiatique Courtney Robertson,. La même année, il est en couple avec la productrice américaine Emily Caldwell.
Grenier est également en relation avec l'actrice Ashley Greene,. Il est ensuite surpris par des paparazzis en compagnie du mannequin Katie Cleary, alors déjà mariée,.
Depuis 2017, Adrien Grenier est en couple avec Jordan Roemmele, directrice marketing travaillant dans les assurances à la vie civile,,. Ils se marient au cours d'une cérémonie privée en 2022 au Maroc. Le couple annonce avoir accueilli son premier enfant, un garçon nommé Seiko Aurelius Grenier, en juin 2023.

## Filmographie

### Acteur

#### Cinéma
- 1997 : Arresting Gena de Hannah Weyer : Kabush
- 1997 : Hurricane Streets (Hurricane) de Morgan J. Freeman : un punk
- 1998 : Fishes Outta Water de Jim Swaffield
- 1998 : Celebrity de Woody Allen : Darrow Entourage
- 1998 : The Adventures of Sebastian Cole de Tod Williams : Sebastian Cole
- 1999 : Drive Me Crazy de John Schultz : Chase Hammond
- 2000 : Cecil B. Demented de John Waters : Lyle
- 2001 : Harvard Story (Harvard Man) de James Toback : Alan Jensen
- 2001 : A.I. Intelligence artificielle (Artificial Intelligence: AI) de Steven Spielberg : le jeune dans le van
- 2002 : Freshening Up (court-métrage) de Jim Mol : Noah
- 2002 : Love in the Time of Money de Peter Mattei : Nick
- 2002 : Mission Évasion (Hart's War) de Gregory Hoblit : Daniel E. Abrams
- 2003 : Bringing Rain de Noah Buschel : Clay Askins
- 2003 : La Vie et tout le reste (Anything Else) de Woody Allen : Ray Polito
- 2004 : Tony 'n' Tina's Wedding de Roger Paradiso : Michael
- 2005 : A Perfect Fit de Ron Brown : John
- 2005 : Across the Hall (court-métrage) d'Alex Merkin : Julian
- 2006 : Le Diable s'habille en Prada (The Devil Wears Prada) de David Frankel : Nate
- 2007 : Adventures of Power d'Ari Gold : Dallas Houston
- 2013 : Le Dernier Refuge (Goodbye World) de Denis Hennelly : James
- 2015 : Entourage de Doug Ellin : Vincent "Vince" Chase
- 2015 : Sex, Death and Bowling d'Ally Walker : Sean McAllister
- 2016 : Trash Fire de Richard Bates Jr. : Owen
- 2016 : Marauders de Steven C. Miller : Wells
- 2017 : Arsenal de Steven C. Miller : JP
- 2020 : Stage Mother de Thom Fitzgerald : Nathan

#### Télévision
- 2004-2011 : Entourage : Vincent "Vince" Chase
- 2010 : 90210 Beverly Hills : Nouvelle Génération : lui-même (saison 3, épisode 2)
- 2017: Love at First Glance: James Fielding (film Hallmark)
- 2019 : Une Famille en Cadeau : Owen Reed
- 2021 : Clickbait : Nick Brewer (8 épisodes)

#### Clips
- 1999 : (You Drive Me) Crazy de Britney Spears

### Réalisateur
- 2002 : Shot in the Dark
- 2006 : Euthanasia
- 2010 : Teenage paparazzo (Présenté au Festival de Deauville; Diffusé sur Canal + le 22/2/2011 )

### Producteur
- 2002 : Shot in the Dark
- 2005 : Across the Hall

### Scénariste
- 2006 : Euthanasia

### Compositeur
- 2003 : Bringing Rain

## Voix françaises
En France
| - Damien Ferrette dans : - Entourage (série télévisée) - Entourage, le film - Marauders - Clickbait (mini-série) | et aussi - Damien Witecka dans Drive Me Crazy - Alexis Tomassian dans Harvard Story - Christophe Lemoine dans Mission Évasion - Alexandre Gillet dans Anything Else - Adrien Antoine dans Le diable s'habille en Prada - Geoffrey Loval dans 90210 Beverly Hills : Nouvelle Génération (série télévisée) - Renaud Heine dans Affairs of State (en) - Marc Arnaud dans Une famille en cadeau (téléfilm) |

## Récompenses et distinctions

### Nominations
- 2006 : Teen Choice Awards (TV - Choice Chemistry) avec Entourage
- 2007 Screen Actors Guild Awards (Outstanding Performance by an Ensemble in a Comedy Series) avec Entourage